# Estonia svedese

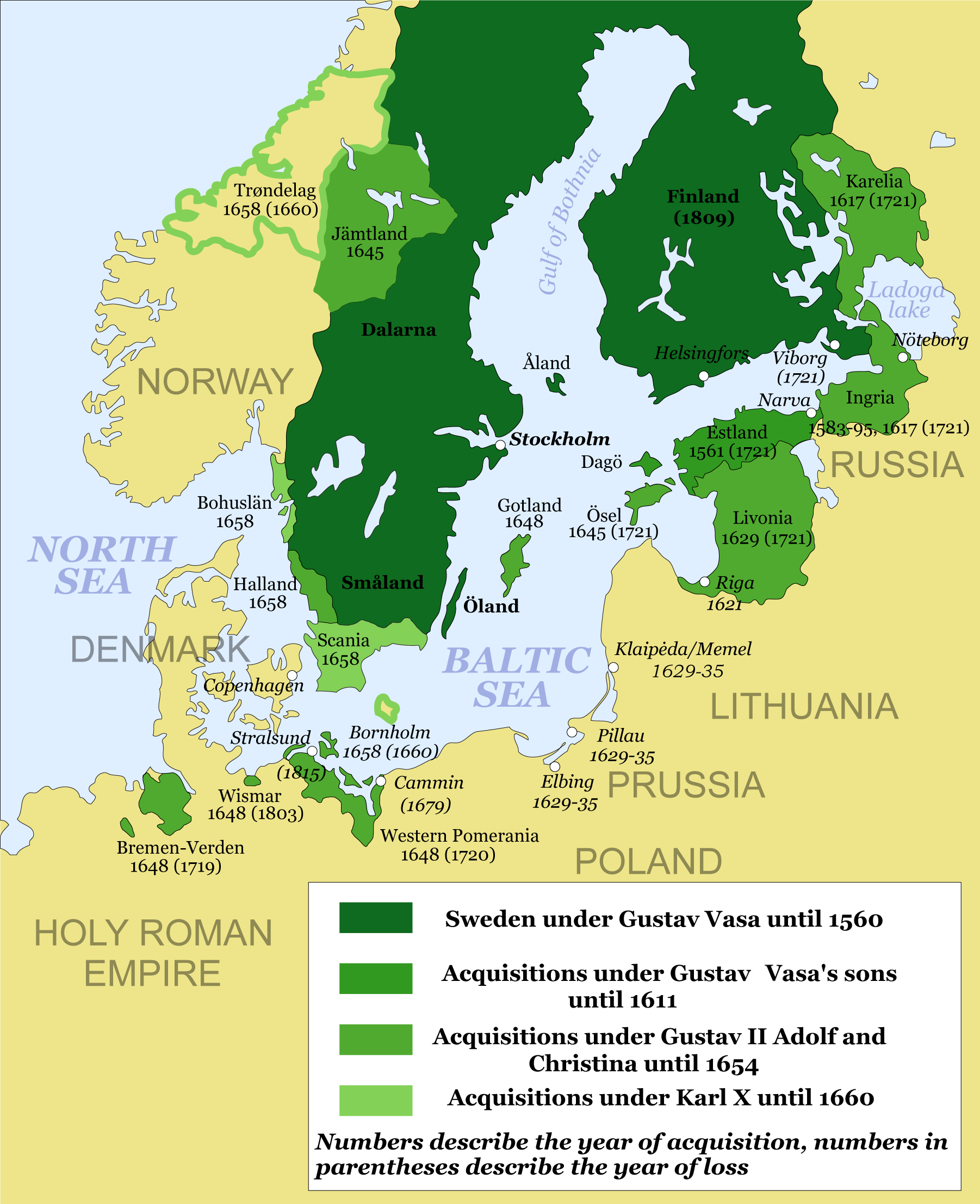
Estonia, parte dell'Impero Svedese (1561–1721)

L'Estonia fu un possedimento dell'Impero svedese dal 1561 al 1719, quando fu ceduta all'Impero russo con il Trattato di Nystad, alla fine della Grande guerra del Nord. Il possedimento nacque quando la parte settentrionale dell'attuale Estonia fu unita al dominio svedese nel 1561. La città di Tallinn e le contee di Harjumaa, Lääne-Virumaa, Raplamaa e Järvamaa si arresero nel 1561, e quella di Läänemaa fu conquistata nel 1581.

## Governatori generali
- Anders Torstenson (1674-1681)
- Axel Julius De la Gardie (1687-1704)
- Wolmar Anton von Schlippenbach (1704-1706)
- Niels Jonsson Stromberg af Clastorp (1706-1709)
- Carl Gustaf von Nieroth (1709-1710)